# Eduardo García Vergara
Eduardo «El Ñato» García (Colonia, Uruguay, 8 de marzo de 1945-Guayaquil, 26 de febrero de 2016) fue un futbolista y director técnico uruguayo nacionalizado ecuatoriano, que jugaba de arquero.

## Trayectoria
A los 14 años de edad tapaba para la Selección de Colonia y fue fichado por el Peñarol de Montevideo, club en el que a los 16 años fue subido al primer plantel.
En 1964 fue parte del seleccionado uruguayo que quedó campeón del Sudamericano Sub-20 en Colombia. Eduardo García tenía como suplente a Ladislao Mazurkiewicz, quien llegaría a ser uno de los arqueros más importantes de la historia del fútbol uruguayo. 
Luego de este campeonato juvenil, Eduardo García es ascendido al primer equipo de Peñarol siendo suplente de Luis Maidana, titular había sido partícipe del primer pentacampeonato de Peñarol (1958-1959-1960-1961-1962).
En 1967 pasó al también uruguayo Club Atlético Cerro.
En 1968 fue a préstamo al Club Sport Emelec de Guayaquil, la idea era por tres meses para que juegue la Copa Libertadores de ese año, pero se quedó en el conjunto ecuatoriano hasta el año siguiente.
En 1970 regresa a su país, al Nacional, equipo en el que el arquero titular era el brasileño Haílton Corrêa de Arruda, más conocido como Manga, cuyo pase había sido adquirido por Nacional en 1969; allí estuvo un año, hasta comienzos de 1971. En esa temporada es titular en Bella Vista. 
En Peñarol se había topado con Mazurkiewicz y en Nacional con otro arquero de gran jerarquía como el brasileño Manga; pero el "Ñato" García tenía también grandes condiciones para ser titular en un equipo grande; la única salida era tapar fuera de Uruguay, de modo que en 1972 regresa al Emelec, donde permaneció hasta 1979. Con el equipo ecuatoriano fue campeón en 1972 y en 1979 (ese año terminó siendo el DT campeón). Habiéndose nacionalizado ecuatoriano en 1975, y formando parte del seleccionado de Ecuador jugó partidos de las Eliminatorias Sudamericanas rumbo al Mundial Argentina 78.
En 1980 se retira del fútbol y en 1988 queda campeón como dirigente de Emelec. En 1996 fue Presidente de la Comisión de Fútbol. En 2008 nuevamente forma parte de la directiva.
En el 2004, en una encuesta realizada por el Diario El Universo, es elegido por los hinchas como el mejor jugador en la historia de Emelec.
Fue directivo de Emelec y dueño de "La Parrilla del Ñato", un prestigioso y popular restaurante-parrillada en la ciudad de Guayaquil.

## Selección nacional
Jugó con la Selección de fútbol de Uruguay y con la Selección de fútbol de Ecuador en 4 ocasiones. Debuta en el arco de la selección el 20 de octubre de 1976 en el Olímpico Atahualpa en Quito, en el partido amistoso ante Uruguay, que termina empate 2-2, por Ecuador marcaron Angel Liciardi y José Voltaire Villafuerte, anotando por los charrúas en dos ocasiones Waldemar Victorino. Luego ataja en un amistoso no oficial en el Alejandro Serrano en Cuenca en el empate 1-1 ante Cruzeiro el 3 de febrero de 1977.
El último partido de García en el arco tricolor fue el 12 de marzo de 1977, en el estadio Nacional de Lima, Perú, por eliminatorias en la derrota ante Perú por 4-0.

### Participaciones internacionales
- Con Uruguay formó parte del equipo campeón Sudamericano Sub-20 de 1964.
- Con Ecuador disputó las Eliminatorias rumbo al Mundial Argentina 1978.

## Muerte
La mañana del viernes 26 de febrero de 2016 falleció en Guayaquil debido a una parada cardiorrespiratoria.

## Clubes
| Club        | País    | Año       |
| ----------- | ------- | --------- |
| Peñarol     | Uruguay | 1962-1966 |
| Cerro       | Uruguay | 1967      |
| Emelec      | Ecuador | 1968-1969 |
| Nacional    | Uruguay | 1970      |
| Bella Vista | Uruguay | 1971      |
| Emelec      | Ecuador | 1972-1979 |

## Palmarés

### Como jugador
| Título                 | Club(*)              | País    | Año  |
| ---------------------- | -------------------- | ------- | ---- |
| Campeonato Uruguayo    | Peñarol              | Uruguay | 1962 |
| Sudamericano Sub-20    | Selección de Uruguay | Uruguay | 1964 |
| Campeonato Uruguayo    | Peñarol              | Uruguay | 1964 |
| Campeonato Uruguayo    | Peñarol              | Uruguay | 1965 |
| Copa Libertadores      | Peñarol              | Uruguay | 1966 |
| Copa Intercontinental  | Peñarol              | Uruguay | 1966 |
| Campeonato Uruguayo    | Nacional             | Uruguay | 1970 |
| Campeonato Ecuatoriano | Emelec               | Ecuador | 1972 |
| Campeonato Ecuatoriano | Emelec               | Ecuador | 1979 |

(*) incluyendo selección

### Como entrenador
| Título                 | Club   | País    | Año  |
| ---------------------- | ------ | ------- | ---- |
| Campeonato Ecuatoriano | Emelec | Ecuador | 1979 |

### Como dirigente
| Título                 | Club   | País    | Año  |
| ---------------------- | ------ | ------- | ---- |
| Campeonato Ecuatoriano | Emelec | Ecuador | 1988 |